# Flight from Destiny
Flight from Destiny is een Amerikaanse film noir uit 1941 onder regie van Vincent Sherman.

## Verhaal
Henry Todhunter is een hoogleraar wijsbegeerte die te horen krijgt dat hij nog zes maanden te leven heeft. De universiteit verbiedt hem nog te doceren uit angst dat hij dood zou neervallen voor zijn studenten. Hij vraagt anderen wat ze zouden doen in zijn plaats. Iemand vertelt hem dat hij een persoon zou vermoorden zonder wie de maatschappij beter af zou zijn. Dat idee blijft door het hoofd van professor Todhunter spoken.

## Rolverdeling
| Acteur               | Personage             |
| -------------------- | --------------------- |
| Geraldine Fitzgerald | Betty Farroway        |
| Thomas Mitchell      | Prof. Henry Todhunter |
| Jeffrey Lynn         | Michael Farroway      |
| James Stephenson     | Dr. Lawrence Stevens  |
| Mona Maris           | Ketti Moret           |
| Jonathan Hale        | Officier van justitie |
| David Bruce          | Saunders              |
| Thurston Hall        | Decaan Somers         |
| Mary Gordon          | Martha                |
| John Eldredge        | Peterson              |
| Hardie Albright      | Ferrers               |
| William Forrest      | Prentiss              |
| Weldon Heyburn       | Brooks                |
| William Hopper       | Travin                |
| Alexander Lockwood   | Conway                |
| Frank Reicher        | Edvaard Kreindling    |
| Willie Best          | George                |
| Libby Taylor         | Meid                  |